# Reactant
Een reactant is een chemische stof die meedoet in een chemische reactie. De reactanten reageren met elkaar en vormen de reactieproducten.  
Een voorbeeld: waterstof (H2) en zuurstof (O2) zijn reactanten en reageren met elkaar. Na de reactie vormt zich het eindproduct water (H2O):
{\displaystyle \mathrm {2\ H_{2}\ +\ O_{2}\longrightarrow \ 2\ H_{2}O} }
Reactanten maken onderdeel uit van de stoichiometrische vergelijking in tegenstelling tot bijvoorbeeld een katalysator. Een katalysator doet wel mee in de reactie maar komt niet voor in de stoichiometrische vergelijking.